# 1349
Cette page concerne l'année 1349  du calendrier julien. Pour l'année 1349 av. J.-C., voir 1349 av. J.-C.  Pour les articles homonymes, voir 1349 (homonymie).
L'année 1349 est une année commune qui commence un jeudi.

## Événements
- Début du règne de Yedji, souverain Haoussa de Kano (fin en 1384)[1]. Il se convertit à l’islam sous l’influence des commerçants mandingues. La plupart des cités haoussas se rapprochent de l’islam au XIVe siècle, mais les Haoussas restent cependant en majorité animistes.

- Première mention de l'implantation chinoise à Singapour[2].

### Europe
- 9 janvier : toute la population juive de Bâle, accusée d'être responsable de la propagation de la peste, est massacrée et incinérée.
- 13 janvier : troubles en Flandre (goede maandag)[3]. Les foulons d’Ypres, de Bruges et de Gand massacrent les tisserands, qui prendront leur revanche en 1350… La constitution gantoise consacrera la victoire des métiers moyens : les poorters (grands bourgeois) seront minoritaires à l’échevinage dominé par les tisserands et les métiers moyens.
- 24 janvier : Giovanni Visconti règne seul sur Milan à la mort de son frère Luchino (fin en 1354)[4].
- 30 janvier : Gunther de Schwarzbourg est élu Roi des Romains à Francfort par le parti des Wittelsbach. Il est battu par Charles de Luxembourg à Eltville et abdique le 20 mai en échange de 20 000 marcs d'argent, puis meurt le 12 juin à Francfort, sans doute de la peste[5].

- 14 février : pogrom à Strasbourg : 900 Juifs[6], accusés d’avoir propagé la peste, sont exécutés.
- 21 mars : la majorité des juifs de Erfurt est massacrée par le reste de la population qui la rend responsable de la peste.
- 30 mars : Humbert II de Viennois, en mauvaise posture financière et politique, cède le Dauphiné au roi de France au traité de Romans. Le prince héritier du trône de France, Charles, petit-fils du roi, prend le titre de dauphin[7]. Le roi de France respecte les libertés régionales du Dauphiné, en particulier celles des Juifs, qui cependant émigrent d’eux-mêmes vers la Provence.
- 18 avril : Jacques III, dernier roi indépendant de Majorque, destitué en 1344, revend la ville de Montpellier  pour 120 000 écus d’or à la France pour pouvoir reconstituer une armée et poursuivre sa lutte contre Pierre IV d'Aragon[8].
- 25 avril : assassinat d'Enrico Caracciolo, chambrier de la reine Jeanne Ire de Naples, qui est écartée du pouvoir par son époux Louis de Tarente dès le mois de juillet[9].
- 19 mai : le chancelier Firmin de Coquerel prend possession de la ville de Montpellier au nom de Philippe VI de France[10].
- 6 juin : Louis de Tarente et les barons napolitains sont mis en déroute par les troupes hongroises qui ont envahi le royaume de Naples à la bataille de Melito[11].
- 18 juin : ordonnance des Travailleurs en Angleterre[12]. Interdiction de la mendicité en Angleterre (fin en 1388)[13].
- Juillet : la peste noire arrive à Bergen par un bateau venu d’Angleterre[14]. Elle envahit la Norvège tout entière, décimant la population (1349-1363). Le pays sort de l’épreuve extrêmement affaibli. La noblesse est pratiquement anéantie.
- 25 juillet : Charles de Luxembourg, après avoir été réélu empereur en juin, est couronné de nouveau par l'archevêque de Cologne à Aix-la-Chapelle[15].

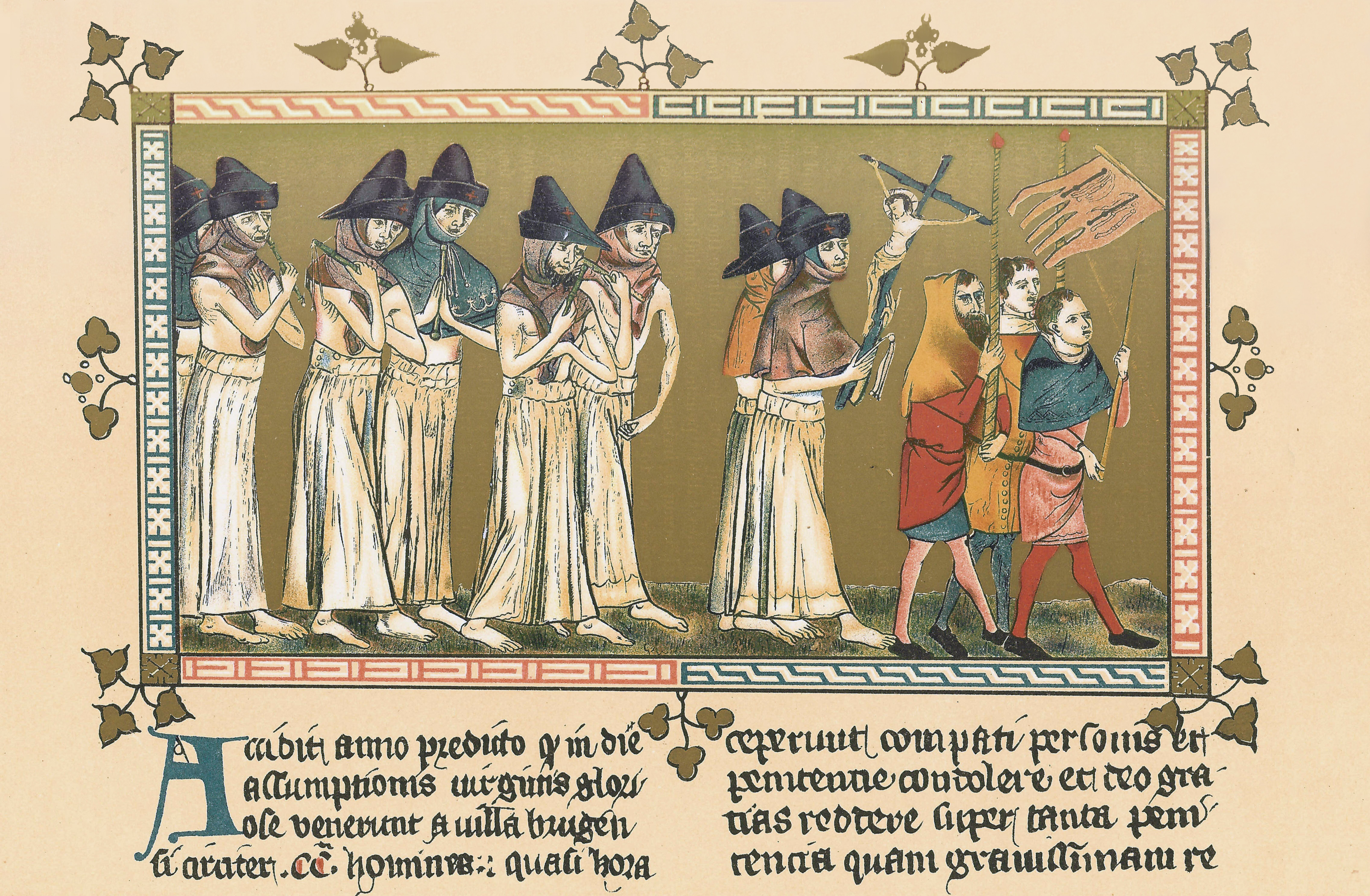
15 août : procession de flagellants à Tournai

- 15 août (Assomption de la Saint-Vierge) : 200 bourgeois de Bruges organisent une procession de flagellants à Tournai. La foule, galvanisée par leur exemple, se joint aux mortifications.
- 18 août : bulle du pape Clément VI déclarant 1350 année jubilaire[17].
- 24 août : la peste noire atteint Elbląg, en Pologne[18]. Elle apparaît à l'automne en Prusse et se propage jusqu’en 1351 : Francfort est atteinte en décembre 1349. Hambourg aurait perdu 66 % de sa population, Brême 70 %, la Pomérélie 42 %. Le dépeuplement arrête la colonisation à l’Est. Les seigneurs asservissent les paysans libres pour les fixer à la terre.
- 9 septembre : l'abbaye territoriale du Mont-Cassin est complètement détruite par un tremblement de terre qui fait de nombreux dégâts dans l'Apennin central[19].
- 6 octobre : début du règne de Charles II le Mauvais (1322-1387), roi de Navarre[20].
- 20 octobre : le pape Clément VI déclare hérétique la secte des flagellants et s’efforce de la dissoudre[16].
- 25 octobre :
  - bataille de Llucmajor (Majorque) qui met fin au royaume de Majorque[21].
  - création du despotat de Morée qui s’étend sur toute la Morée byzantine, gouverné par les frères où les fils des empereurs. Manuel Cantacuzène est despote de Mistra jusqu'en 1380[22].

- Annexion de la Ruthénie, par Casimir III (Kamizierz) le Grand, de Halicz à Wlodzimierz (Galicie)[23].
- Étienne Douchan promulgue un code de lois en Serbie, le Dušanov Zakonik (1349 et 1354)[24].
- Voyage de sainte Brigitte en Italie. Elle séjourne à Rome à la fin de l'année[25].
- Poursuite de l'épidémie de peste en Europe.